# Jat
Jat – grupa etniczna pochodzenia indyjskiego, pokrewna bliskowschodnim Domom oraz europejskim Romom, licząca (według różnych źródeł) 30–75 tys. osób. Obecnie żyją w większości na terenie Ukrainy (29,3 tys.), a także Afganistanu (1,4 tys.) i wschodniego Iranu.
Tradycyjnie są muzułmanami, uprawiającymi koczownictwo ekonomiczne, zajmującymi się kowalstwem (mężczyźni) i wróżeniem (kobiety). Mówią językiem jakati.